# Лебедєво (Молодечненський район)
Лебедєво (біл. вёска Лебедзева) — село в складі Молодечненського району Мінської області, Білорусь. Село є адміністративним центром Лебедівської сільської ради, розташоване в західній частині області.